# مطار الملكة علياء الدولي
مطار الملكة علياء الدولي (إياتا: AMM، إيكاو: OJAI) هو مطار دولي يقع في منطقة زيزيا على بعد 32 كم (20 ميلًا) جنوب مدينة عمّان عاصمة المملكة الأردنية الهاشمية.
يُعد هذا المطار البوابة الجوية للأردن، والمقر الرئيسي ومركز لعمليات شركة الملكية الأردنية. تستخدمه أكثر من 44 شركة طيران من مختلف دول العالم، و 11 شركة للشحن الجوي، و 3 شركات طيران خاصة، هذا بالإضافة لرحلات الطيران العارض. وتبلغ مساحة أرض المطار حوالي 22 مليون متر مربع، بينما تبلغ المساحة الحالية لمبنى المسافرين حوالي 100,000 متر مربع، ليستوعب 9 ملايين مسافر في السنة.
تعود تسمية المطار إلى الملكة علياء الحسين، ويُشَغّله اليوم مجموعة المطار الدولي، والتي فازت عام 2007 بعقد لإدارته لمدة 25 سنة. وقد اختار مجلس المطارات الدولي مطار الملكة علياء كأفضل مطار في الشرق الأوسط لعام 2014، وذلك من خلال استطلاع جودة خدمات المطارات، ليصبح بذلك ضمن قائمة أفضل المطارات في العالم فيما يتعلق برضا المسافرين وجودة الخدمات.
ازدادت أهمية مطار الملكة علياء الدولي مؤخرًا خاصةً بعد انضمام الملكية الأردنية إلى تحالف ون ورلد وتحويل المطار إلى مطار محوري يربط منطقة الشرق الأوسط بشكل عام بباقي مناطق العالم، وذلك لتجميع ركاب الترانزيت والانطلاق بهم إلى جميع مطارات العالم.
يضم المطار مبنى الركاب الرئيسي الذي قام بتصميمه المعماري العالمي السير نورمان فوستر. كما يضم مدرجين لإقلاع وهبوط الطائرات؛ المدرج الأول وهو 08L/26R ويبلغ طوله 3,167 متراً وعرضه 61 مترًا، ويقع في الاتجاه الشمالي للمطار، أما المدرج الثاني فهو 08R/26L ويبلغ طوله 3,166 متراً وعرضه 61 مترًا كذلك، ويقع في الاتجاه الجنوبي للمطار.

## تاريخ

علياء الحسين، ملكة الأردن السابقة. تم تسمية المطار باسمها بعد وفاتها عام 1978.

يرجع تاريخ إنشاء المطار إلى سنة 1983، بعد أن كان مطار عمّان المدني في ماركا هو المطار الرئيسي في العاصمة الأردنية لعقود. وقد سُمّي بهذا الاسم تخليدًا لذكرى الملكة علياء الحسين ملكة الأردن السابقة، والزوجة الثالثة للملك الراحل الحسين بن طلال، والتي تُوفيت في حادث طيران عام 1978.

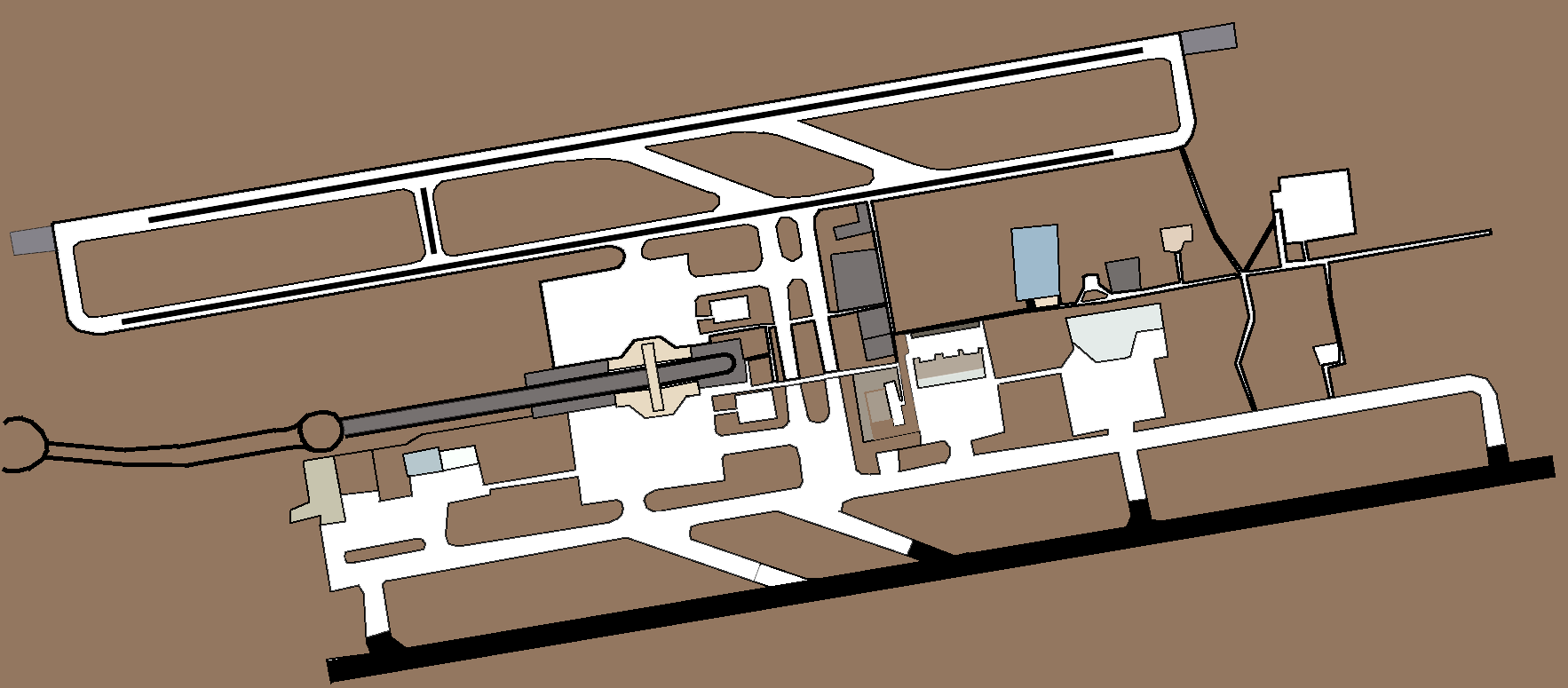
مخطط المطار القديم (1982-2013).

كان مبنى المسافرين آنذاك يتكون من بنائين توأمين، يحتوي كل بناء على قاعة للمغادرين وأخرى للقادمين وقاعة للمسافرين الترانزيت، يتجمع بها المسافرين لدخول البوابات المؤدية للطائرات، بالإضافة إلى مكاتب وقاعات الخدمات والخدمات المساندة. وكان كل مبنى يتألف من ثلاثة طوابق مساحتها 62 ألف متر مربع، ويربط بينهما جسر علوي ممتد بين الطابقين الأوسطين حيث توجد منطقة السوق الحرة، كما كان كل مبنى يطل على موقف طائرات مستقل، ولكل بناء خمس بوابات لمرور المسافرين من الطائرة للمبنى مباشرة عن طريق الجسور وبالعكس، بالإضافة إلى بوابة لكل مبنى لإيصال المسافرين بالحافلات من وإلى مواقف الطائرات التي تتسع لوقوف 25 طائرة في نفس الوقت.
كان في المبنى صالات مخصصة لرجال الأعمال وكبار الشخصيات وأيضًا لمسافري الدرجة الأولى والمسافرين كثيري السفر. وكانت مساحتها تبلغ حوالي 18,000 متر مربع تتسع لحوالي 340 ألف مسافر. كما كان يخدم المبنى مواقف للسيارات عددها ستة مواقف تتسع لحوالي 1392 سيارة، كما كانت السعة الاستيعابية للمبنى تبلغ حوالي 4.5 مليون مسافر سنويًا.
شهد مطار الملكة علياء الدولي في عام 2007 توقيع اتفاقية بناء وإعادة تأهيل وتشغيل ونقل للملكية (BOT) لمدة 25 سنة بين الحكومة الأردنية ومجموعة المطار الدولي تحتفظ بموجبها الحكومة الأردنية بملكية المطار وتتلقى 54.47% من إجمالي الإيرادات خلال السنوات الست الأولى من العقد، و 54.64% من إجمالي الإيرادات طيلة الــ 19 عاماً المتبقية من مدة العقد.
أُنيطت بمجموعة المطار الدولي مهمة إعادة تأهيل وتوسعة وتشغيل مطار الملكة علياء الدولي، حيث يُصار إلى العمل على توسعة المطار على أرض مساحتها 100,000 متر مربع، وإعادة تأهيل المرافق الحالية سعيًا لاستقطاب عدد أكبر من المسافرين ليصل إلى 9 ملايين مسافر سنويًا في المرحلة الأولى (الوضع الحالي)، و 12 مليون مسافر سنويًا في المرحلة الثانية. وقد بلغت تكلفة مشروع التوسعة 750 مليون دولار أمريكي بالإضافة إلى 100 مليون دولار أمريكي لإعادة تأهيل مباني المسافرين الحالية. وقد افتتح العاهل الأردني عبد الله الثاني المبنى الجديد للمسافرين في 14 آذار/ مارس 2013، حيث تم الانتقال إلى المبنى الجديد خلال ليلة واحدة. وقد أقلعت آخر رحلة طيران من المبنى القديم بتاريخ 20 آذار 2013 في تمام الساعة 10:05 مساءً، وتمّ بعدها نقل جميع عمليات المطار إلى المبنى الجديد، وأقلعت أول طائرة من هناك بتاريخ 21 آذار 2013 في تمام الساعة 2:30 صباحاً.

## مجموعة المطار الدولي
تم تأسيس شركة أردنية من أجل إعادة تأهيل مبنى المسافرين في مطار الملكة علياء الدولي ضمن جهود الأردن لجعل المملكة نقطة محورية في النقل والسياحة في المنطقة. وقد أُطلق على هذه الشركة اسم «مجموعة المطار الدولي»، حيث تتكون من مجموعة من شركات محلية وإقليمية وعالمية، جُمعت ضمن ائتلاف نظرًا لما تتمتع به من خبرات في مجال التمويل وعمليات المطار والإنشاء.
ويجمع الائتلاف عدداً من الشركات التي تضم مستثمرين إقليميين وخبراء دوليين في بناء المطارات وإدارة عملياتها، لإنجاز المهمة التي فوّضت إليها وهي إعادة تطوير مطار الملكة علياء الدولي من خلال عقد امتياز «تأسيس-إدارة-نقل» لمدة 25 عاماً.

### الاتفاقية

شعار مجموعة المطار الدولي.

بموجب الاتفاقية التي تم توقيعها مع الحكومة الأردنية عام 2007، والتي تبلغ قيمتها 700 مليون دولار أمريكي (ارتفعت إلى 800 مليون دولار أمريكي) تعمل المجموعة على إنهاء تصميم وهندسة وتأسيس مبنى المسافرين الجديد على مرحلتين (المرحلة الأولى والحالية تم إكمالها). أما المرحلة الثانية، فقد باشرت «مجموعة المطار الدولي» في تنفيذها في 20 كانون الثاني 2014، ومن المقرر إتمامها بحلول عام 2016 وبتكلفة تتجاوز 100 مليون دولار أمريكي.
وقد قامت المجموعة بهدم مباني المطار القديم بعد إطلاق مبنى المسافرين الجديد وتشغيله. وتعمل مجموعة المطار الدولي باستمرار على الاستثمار في تطوير وتحديث ممارسات العمل والتقنيات المتبعة داخل مطار الملكة علياء الدولي، وذلك بهدف تحسين مستوى الخدمات المقدمة للمسافرين عبر المطار ومستوى أدائه التشغيلي.

### التمويل
تمّ الحصول على التمويل من خلال مؤسسة التمويل الدولية، التي تعد الذراع التجاري للبنك الدولي، والبنك الإسلامي للتنمية، إلى جانب قرض مشترك ما بين عدد من المقرضين التجاريين، وحصص المساهمين. وتضم قائمة المساهمين شركات عدة ذات كفاءة عالية في مجال إدارة المطارات والبناء والتمويل، من كل من الأردن والخليج العربي، بالإضافة إلى عدد من الشركاء الأوروبيين. وتتضمن القائمة شركة أبو ظبي للاستثمار وشركة نور للاستثمار المالي ومجموعة إدجو و J&P overseas LTD و J&P Avax SA وشركة مطارات باريس.

## التصميم

### مبنى المسافرين
قام المعماري العالمي اللورد نورمان فوستر بتصميم مبنى المسافرين الجديد، الذي استوحى تصميمه من الخيامِ العربية البدوية. وتشكل مساحته ضعف مساحة المبنى القديمِ تقريبًا، وقد صُمِّم ليعكس الطابع المعماري الإسلامي، وتم تزويده بأحدث الأنظمة لتحقيق انسيابية ومرونة لحركة المسافرين، مع مراعاة أمور السلامة والأمن دون التأثير على وقت المسافر.
لذا، تم تصميم المبنى بما يتناسب مع حركة وتدفق المسافرين للحفاظ على سهولة الوصول إلى الصالة الداخلية ومناطق التسوق الواقعة على مقربة من نقاط التفتيش. وتضمنت التحسينات مواقف اصطفاف منظمة، ومنطقة تفتيش واسعة، ولوحات إرشادية واضحة باللغتين العربية والإنجليزية، وشاشات متوفرة في مختلف أقسام المطار لعرض الرحلات الجوية، ومقاعد مريحة في مناطق الانتظار، إلى جانب مركزية الخدمات في مكتب مساعدة الزوّار وغيرها.

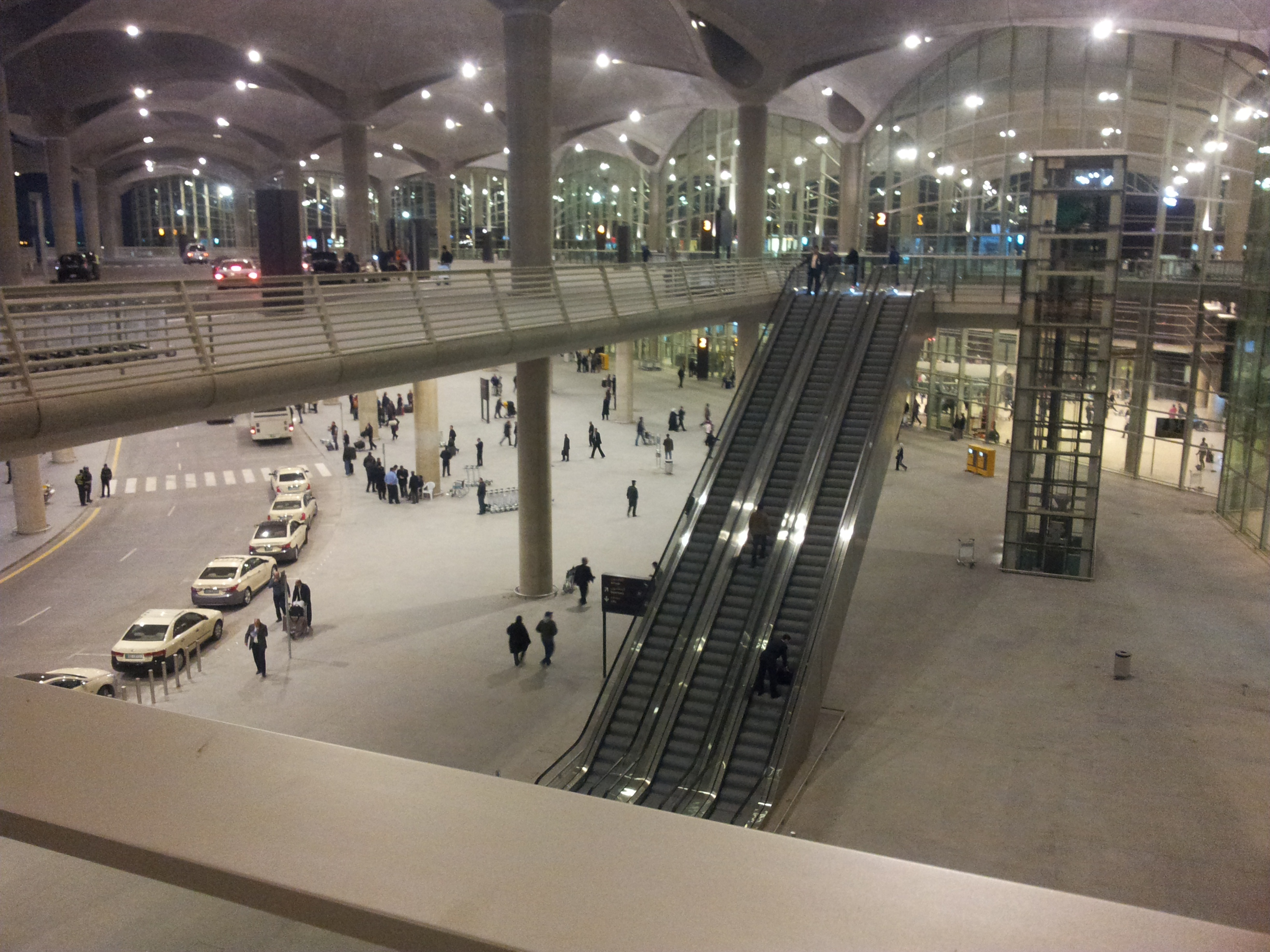
مدخل مبنى المسافرين الجديد.

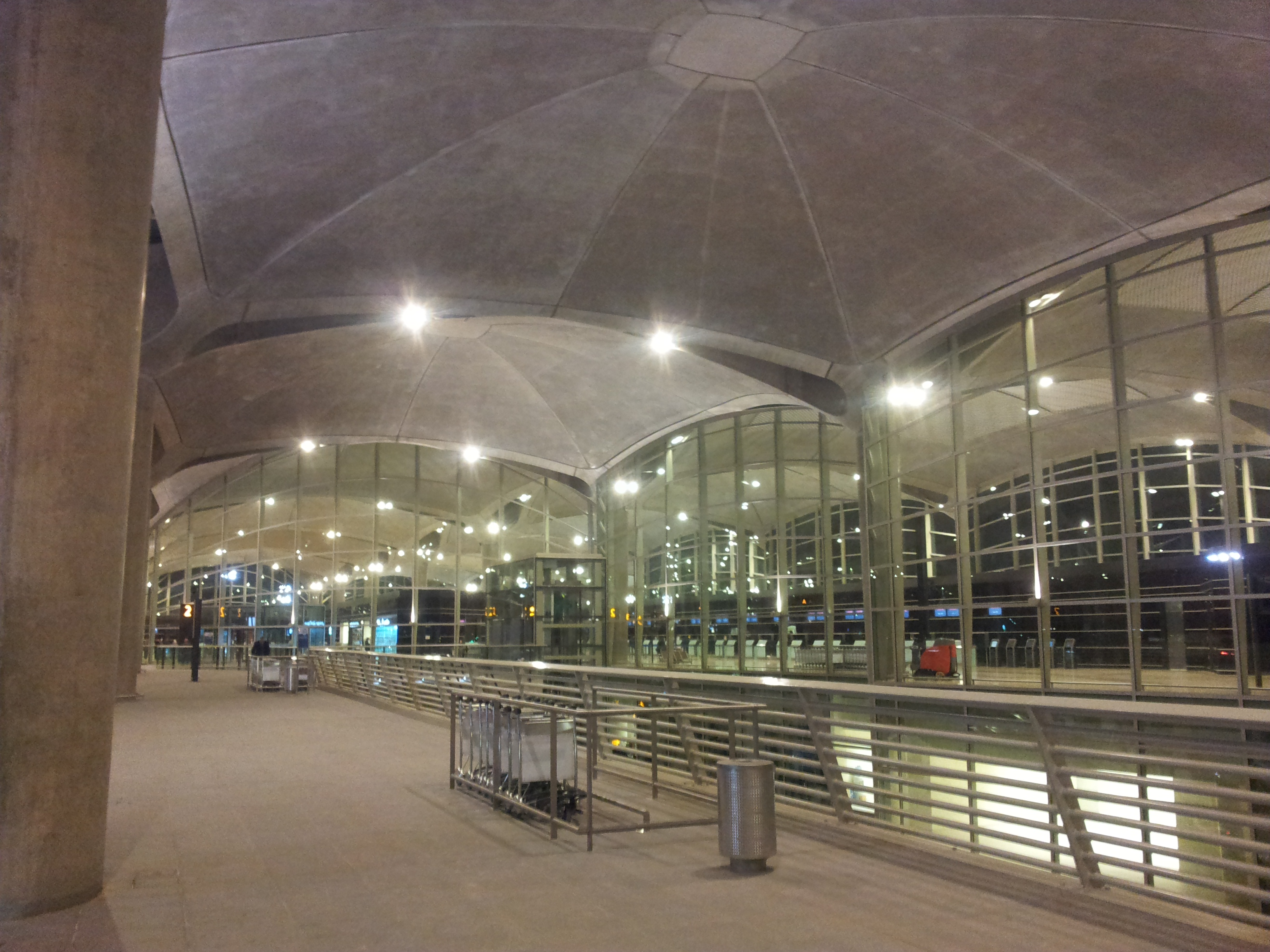
القباب الضحلة في سقف مبنى الركاب.

افتُتح مبنى المسافرين الجديد في شهر آذار/ مارس 2013، ليكون من أهم البوابات الجوية على مستوى المنطقة، والداعم للنشاطات الاقتصادية والسياحية وحركة التجارة والاستثمار في المملكة. وجاء تنفيذ المشروع من قبل مجموعة المطار الدولي كأبرز مشروعات الشراكة بين القطاعين العام والخاص، بعقد امتياز على مبدأ التأسيس والإدارة. تم تصنيف مشروع المبنى الجديد للمطار كأحد أفضل 40 مشروع شراكة بين القطاعين العام والخاص في الأسواق الناشئة حسب تقييم مؤسسة التمويل الدولية. وقد تم الفصل بين المغادرين والقادمين في المبنى الجديد، وتم تخصيص بوابة لكل نصف مليون مسافر حسب المعايير الدولية، وقد تم تشغيل 8 بوابات، تليها في المرحلة التالية تشغيل 14 بوابة، للوصول في المرحلة النهائية إلى 25 بوابة.

### مواقف السيارات
تم تصميم المواقف في مبنى المطار الجديد بالتماشي مع تقنيات ومعايير السلامة العالمية، ما يوفر للمسافرين ولزوار المطار خدمة متكاملة لاصطفاف السيارات وبمقاييس دولية. وقد تم تقسيمها إلى 3 مناطق رئيسية؛ هي منطقة رصيف المغادرين، ومواقف السيارات للفترات القصيرة، ومواقف السيارات للفترات الطويلة. وتتضمن آلية الاصطفاف، استلام السائقين القادمين إلى مبنى المغادرين في المطار تذكرة تسمح لهم بالدخول مجانًا إلى رصيف المغادرين لمدة 10 دقائق فقط. وفي حال التوقف لمدة تزيد عن 11 دقيقة وحتى 20 دقيقة في منطقة تنزيل المسافرين، يتم استيفاء 4 دنانير كرسوم اصطفاف، أما في حال الانتظار لمدة تزيد عن 20 دقيقة وتقل عن ساعة واحدة، يتم استيفاء 13 دينارًا. وتكون المركبات المتروكة دون سائق في منطقة رصيف المغادرين تحت طائلة السحب من قبل الشرطة.
يمكن لكافة سائقي المركبات استعمال مواقف السيارات للفترات القصيرة لدى استقبال المسافرين القادمين، حيث توجد لافتات إرشادية عند المدخل المؤدي إلى منطقة القادمين، لتوجيه السائقين لمواقف السيارات للفترات القصيرة. وهناك أيضًا حاجز وجهاز يوفر تذاكر الاصطفاف. وتبلغ رسوم الاصطفاف للساعة الواحدة في مواقف السيارات للفترات القصيرة دينارًا ونصف، ويمكن للسائقين تسديد رسوم التذكرة من خلال أجهزة الدفع الذاتي الموجودة في منطقة رصيف القادمين، أو بإمكانهم تسديد الرسوم من خلال الكشك الموجود على مخرج الموقف.

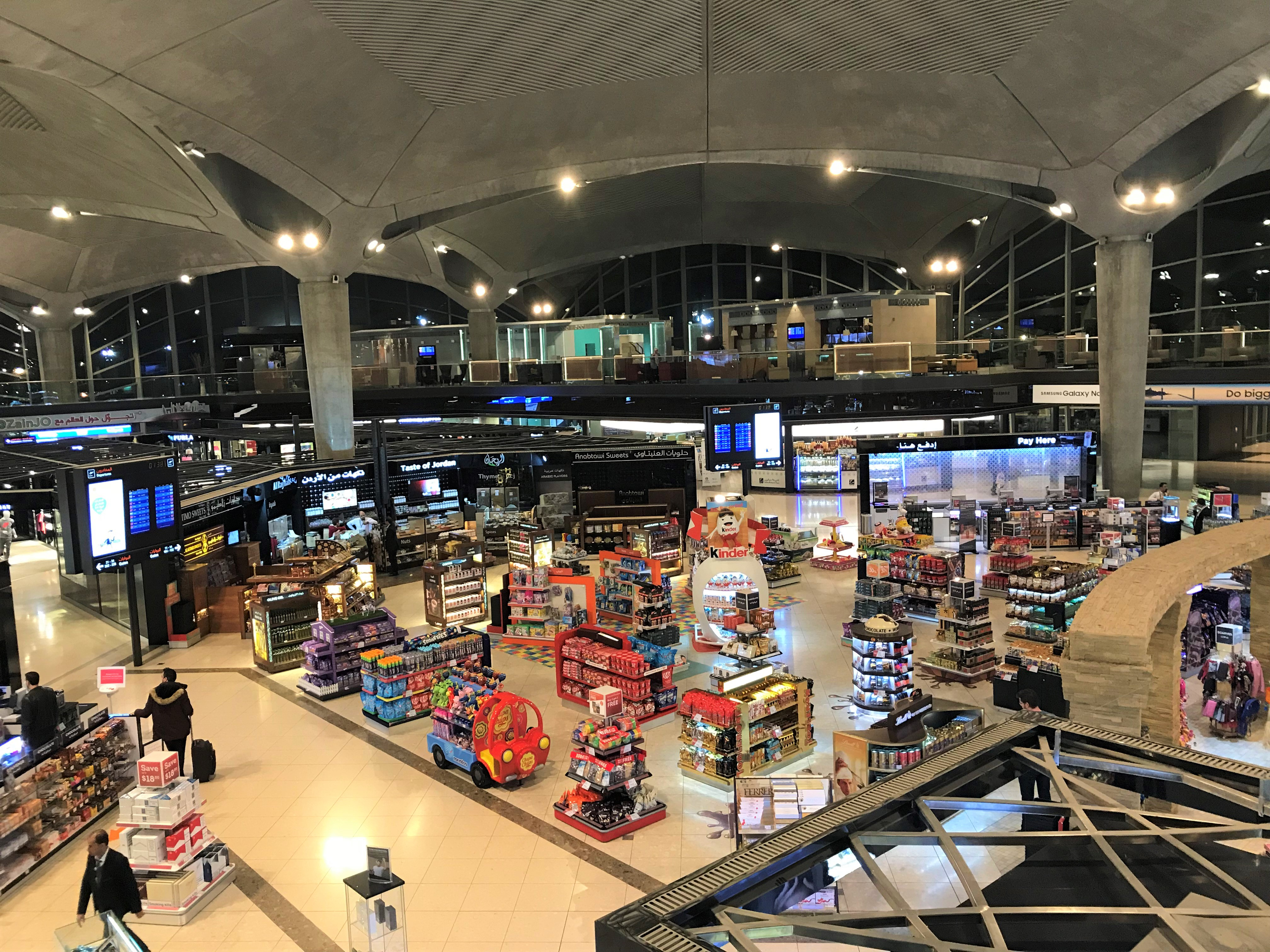
السوق الحرة في المطار

يُسمح لكافة المسافرين الراغبين بإيقاف سياراتهم لمدة زمنية طويلة أثناء السفر بالدخول إلى مواقف الفترات الطويلة، وفور دخولهم يحصلون على تذكرة لاحتساب عدد أيام اصطفاف السيارة في الموقف. وتبلغ رسوم الاصطفاف لكل 24 ساعة في مواقف الفترات الطويلة في المبنى الجديد للمطار 10 دنانير، ويتوفر في المواقف حافلات لنقل المسافرين المغادرين والقادمين من مواقف الاصطفاف إلى مبنى المطار الجديد وبالعكس.
كذلك يتوفر في المواقف لافتات إرشادية باللغتين العربية والإنجليزية لتوجيه السائقين، حيث صممت المواقف بطريقة تضمن سهولة سير السيارات فيها.

### الكفاءة باستخدام الطاقة

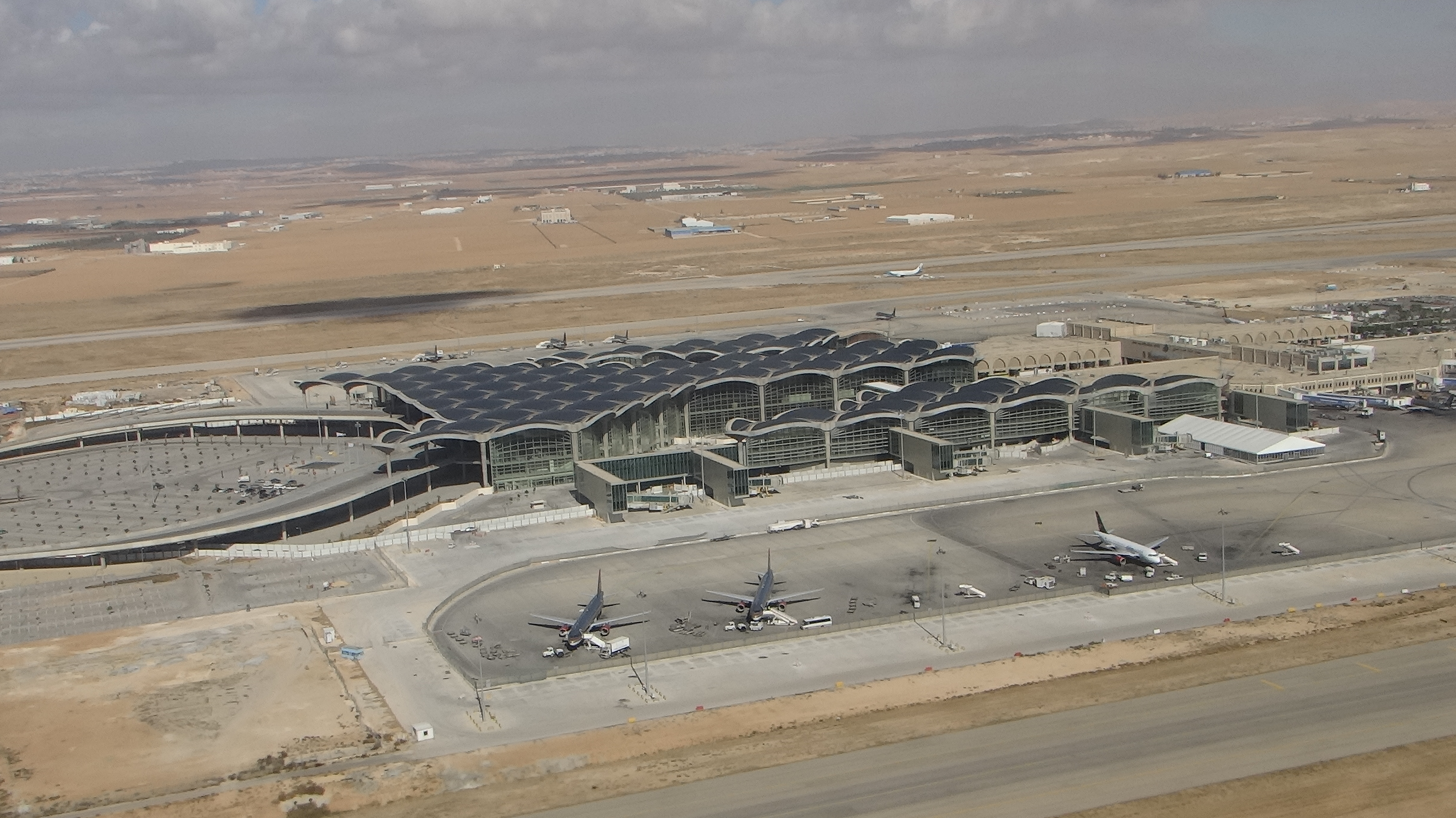
صورة جوية لمبنى الركاب الجديد، حيث يظهر تصميم السقف.

صُمم سقف المبنى المخصص للمسافرين بلون أسود مُستوحى من الخيمة البدوية التقليدية، وعلى شكل وحدات بحيث يسمح لتوسع المطار في المستقبل. كما يعدّ السقف المستوحى تصميمه من الخيم البدوية أحد أبرز ملامح المطار، بقببه الخرسانية المبتكرة التي يصل عددها إلى 127 قبة، وتزن كل واحدة منها 600 طن.
وتمتد القباب الضحلة التي تم إنشاؤها من الخرسانة لتغطي الواجهات الزجاجية للمبنى لتوفير الظل الإضافي، بينما الجانب السفلي من القباب يتميز بأنماط وزخارف إسلامية على شكل سطح ورقة شجر، في حين أن شبكة دعم الأعمدة الخرسانية مصممة لتبدو وكأنها سيقان النبات ونقاط الالتقاء تسمح بمرور ضوء النهار الطبيعي.

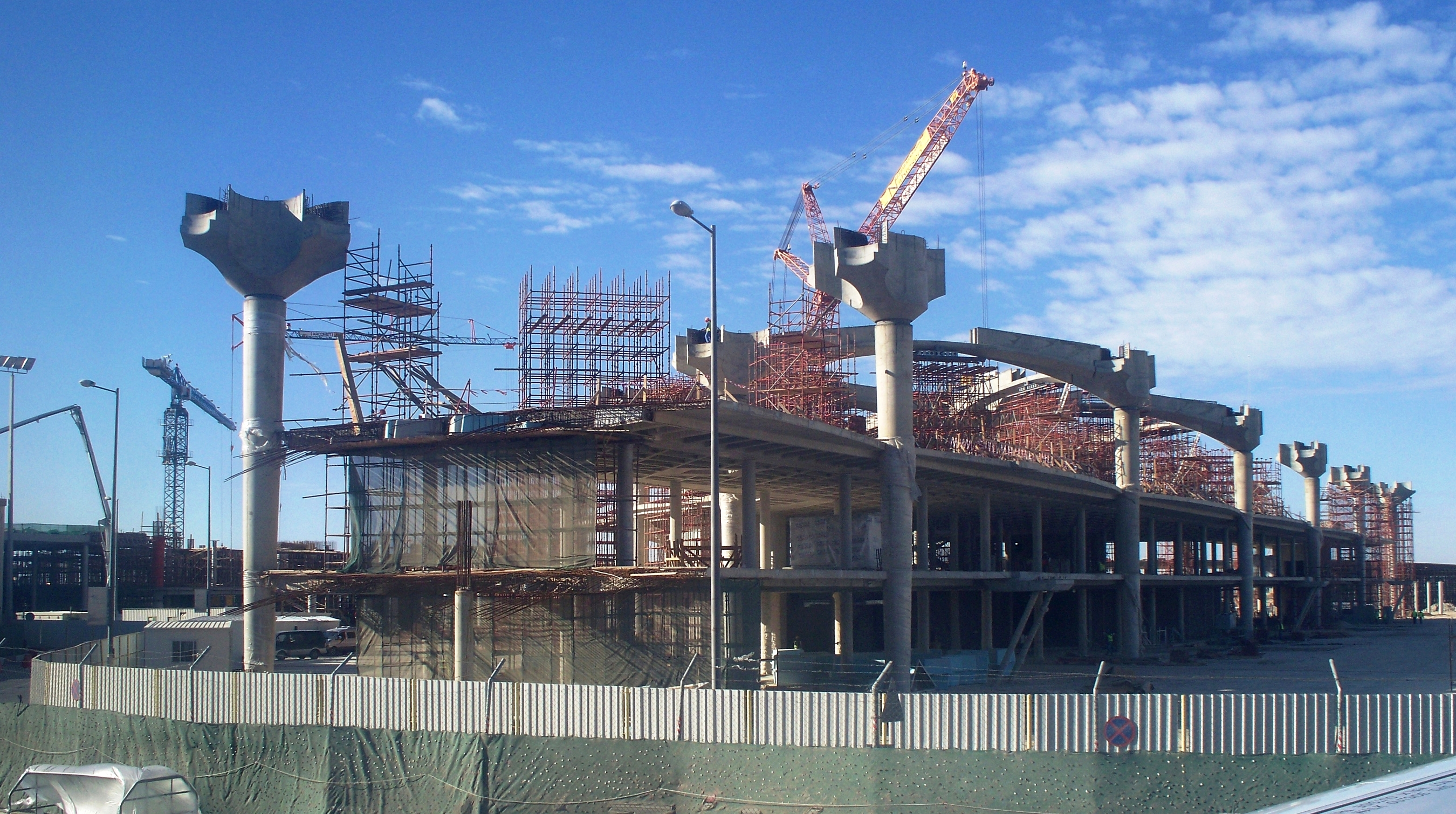
الهيكل الإنشائي لمبنى المسافرين الجديد أثناء البناء.

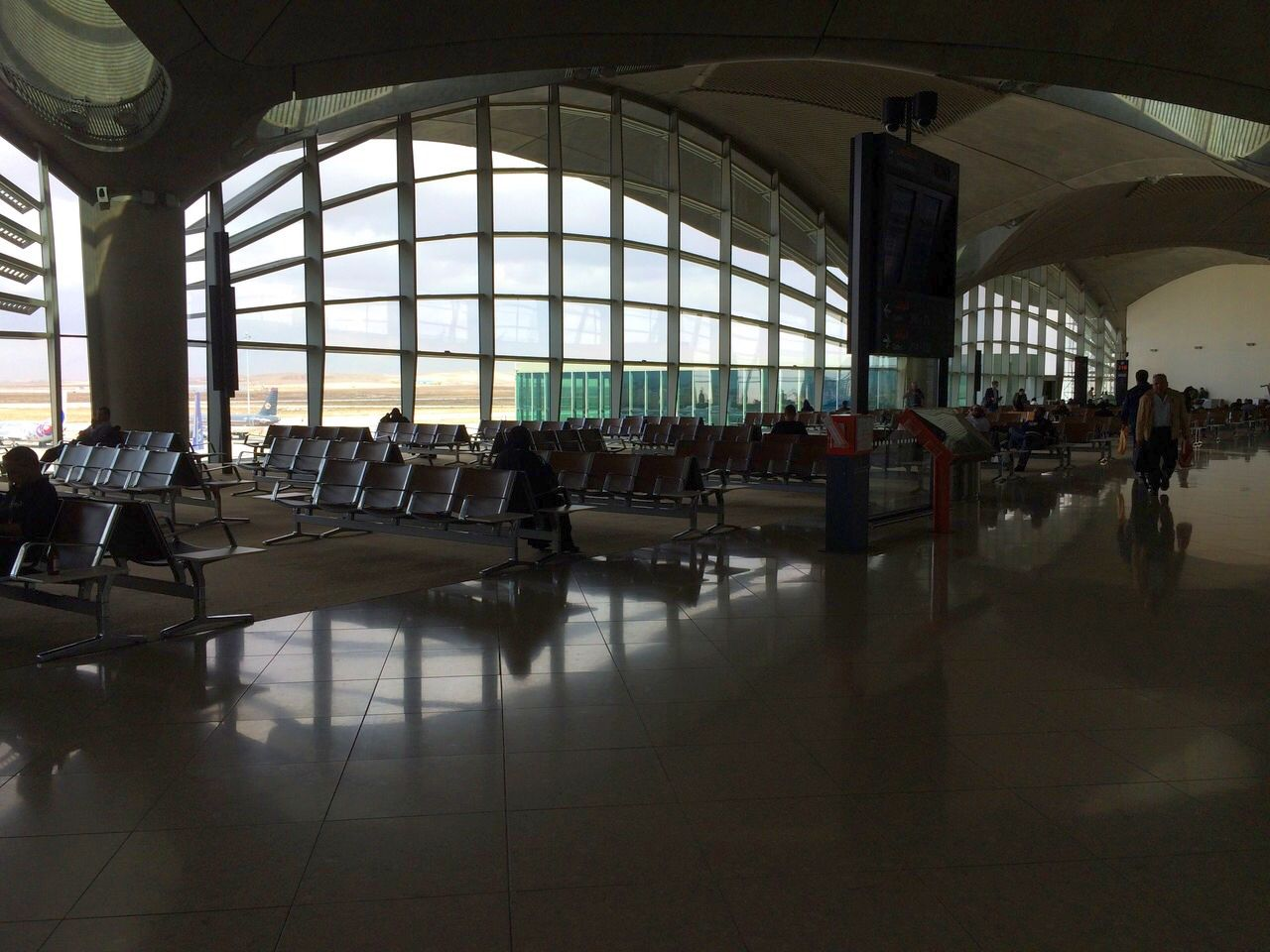
إحدى قاعات الانتظار بالمطار، حيث يظهر الاعتماد على الإضاءة الطبيعية بشكل كبير في تصميم الواجهات.

بالنسبة للخرسانة المُستخدمة في المبنى، فهي عازلة للحرارة تساعد على ضمان درجة حرارة ثابتة داخل المبنى في ظل المتغيرات الحادة في درجات الحرارة التي تحدث خلال فصل الصيف. كما أن الخرسانة الإنشائية مرئية من الداخل، فقد تم خلطها مع حصى محلية بألوان من درجات البني لتتناسب مع ظلال الصحراء المحيطة بها ولإعطاء مسحة تقليدية للمبنى مما يساعد على خلق التواصل البصري بين المطار الحديث والمناظر الطبيعية في الخارج.
تم تصميم ساحات خارجية أيضا تخدم البيئة، ولأغراض اجتماعية وجمالية. وتم إنشاء المساحات الخضراء لملء جناحي المطار بمساحات تفاعلية تكسر جمود المبنى الخرساني، مما يساعد على تنقية الهواء في المنشأة المكتظة بطبيعتها، في الوقت الذي توفر فيه أيضًا منظرًا جميلاً من داخل صالة القادمين. تتوسع الساحة عند مدخل المبنى وقد تم زراعتها بالأشجار الخضراء ومقاعد لتوفير مساحة للمسافرين.
وتماشياً مع حصول مجموعة المطار الدولي على شهادة الآيزو (ISO 14001) والتزامها بإدارة عملياتها بصورة خضراء، فقد تمّ دمج عدد من المزايا الصديقة للبيئة في التصميم، حيث يتم جمع مياه الأمطار بطريقة مبتكرة بواسطة شبكة من الأنابيب الموجودة داخل كافة أعمدة المبنى، وإعادة تدوير المياه لاستخدامها في ري حدائق المطار، بالإضافة إلى زراعة الساحات بأزهار محلية ليتم توظيفها كــ«حدائق تبريد» تزوّد حدود المبنى الخارجية بالظلال وتضفي أجواء منعشة، كما تم تأسيس فتحات التهوية الموجودة على جوانب جدران الحديقة والتي تساهم في تخفيض درجات الحرارة.
إضافة إلى ذلك، تم توظيف الإضاءة الطبيعية بشكل كبير في مختلف أنحاء المطار، حيث تعمل البركة بجانب الواجهة الزجاجية على عكس إضاءة غير مباشرة لمنطقة استلام الأمتعة، مما يقلل الحاجة إلى الإضاءة الاصطناعية. هذا بالإضافة إلى وجود نوافذ زجاجية تغطي جدران المبنى بالكامل و292 كوّة والتي تشكل 10% من مجمل مساحة السقف. أما المواد المستخدمة في بناء المطار فتتضمن الحجر المحلي للأرصفة والمقاعد والحدائق.

### المرافق
يشتمل مبنى المطار الجديد على استراحتين، تقوم الملكية الأردنية بإدارة واحدة منهما وهي مخصّصة لمسافري درجة الأعمال والدرجة الأولى، أما الاستراحة الثانية فتديرها شبكة الاتصالات «زين» وهي مخصصة لكبار عملائها. كما تمّت زيادة مساحة المحلات التجارية بنسبة 25% في المبنى الجديد، وبمساحة قدرها 6,000 متر مربع، حيث توفر مجموعة أكثر تنوعاً من مرافق الطعام والشراب بما فيها المطاعم ومتاجر السوبر ماركت ومحامص المكسرات، ومنطقة أوسع للسوق الحرة ومناطق مخصصة لألعاب الأطفال وعدد أكبر من محلات التسوق وخدمة الاتصال بالإنترنت.

## الوصول من وإلى المطار
هناك عدة خيارات للوصول من وإلى مطار الملكة علياء الدولي، أقل تلك الوسائل تكلفة هي الحافلات التي تُقِل الركاب من وإلى المطار بشكل دوري وتقوم بتشغيلها عدة شركات منها شركة الخطوط الملكية الأردنية.
من عمان إلى المطار :
- تاكسي مدينة عمان الأصفر. وتكون الأجور حسب الاتفاق بين 15 و 25 دينار أردني.
- الحافلات الصفراء: شركة "سارية" التي تنطلق حافلاتها من مجمع الشمال ومن الدوار السابع ومحطة الحافلات الشمالية ومجمع بنك الإسكان والدوار الرابع والدوار الخامس والدوار السادس والدوار السابع ومطار الملكة علياء الدولي كل 30 دقيقة. وتبلغ الأجرة فيها 2.95 دينار أردني.
- حافلات الملكية الأردنية: تنطلق كل ساعة من مقر الشركة في الدوار السابع وتعمل من 8 صباحاً حتى 10 مساءً. تبلغ الأجرة فيها 3 دنانير.
- السيارات الخاصة: يمكن لأي سيارة دخول حرم المطار لتوصيل الركاب.

من المطار إلى عمان :
- تاكسي المطار: يتوفر على مدار الساعة.
- التاكسي المميز[32]
- حافلات المطار الصفراء: شركة «سارية» التي تنطلق حافلاتها من المطار كل 30 دقيقة من عمّان إلى المطار وبالعكس، وتتوقف في الدوار السابع ومجمع الشمال ومحطة الحافلات الشمالية ومجمع بنك الإسكان والدوار الرابع والدوار الخامس والدوار السادس والدوار السابع ومطار الملكة علياء الدولي.
- السيارات الخاصة.
- السيارات السياحية المؤجّرة.

## خطوط وشركات الطيران

### المسافرون

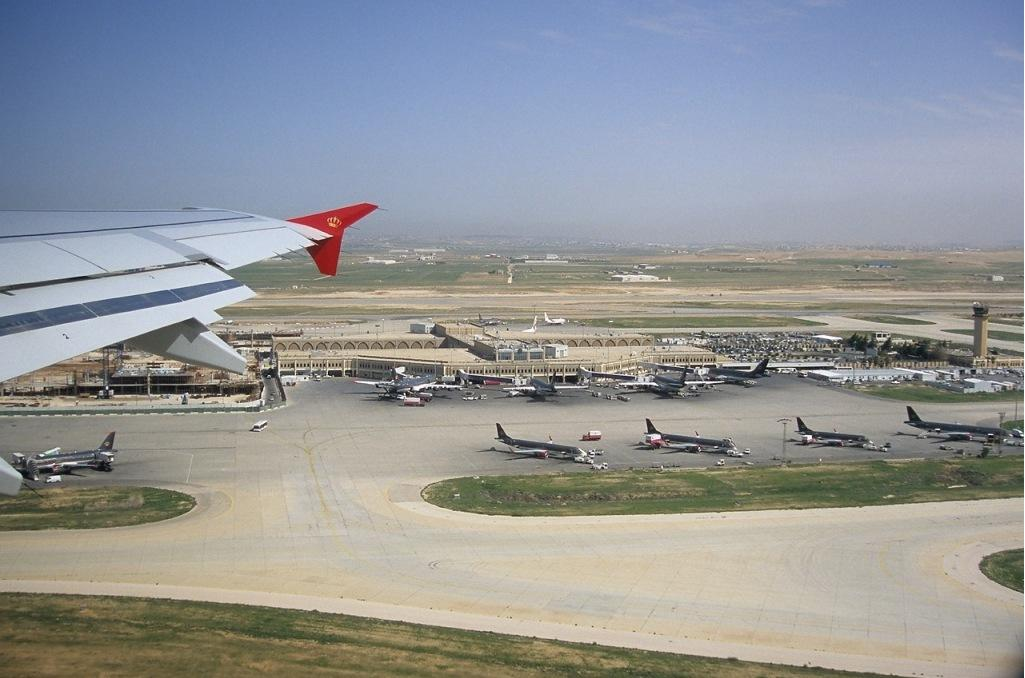
طائرة تابعة للملكية الأردنية تقلع من المطار عام 2009، ويظهر في الصورة مبنى المسافرين القديم.

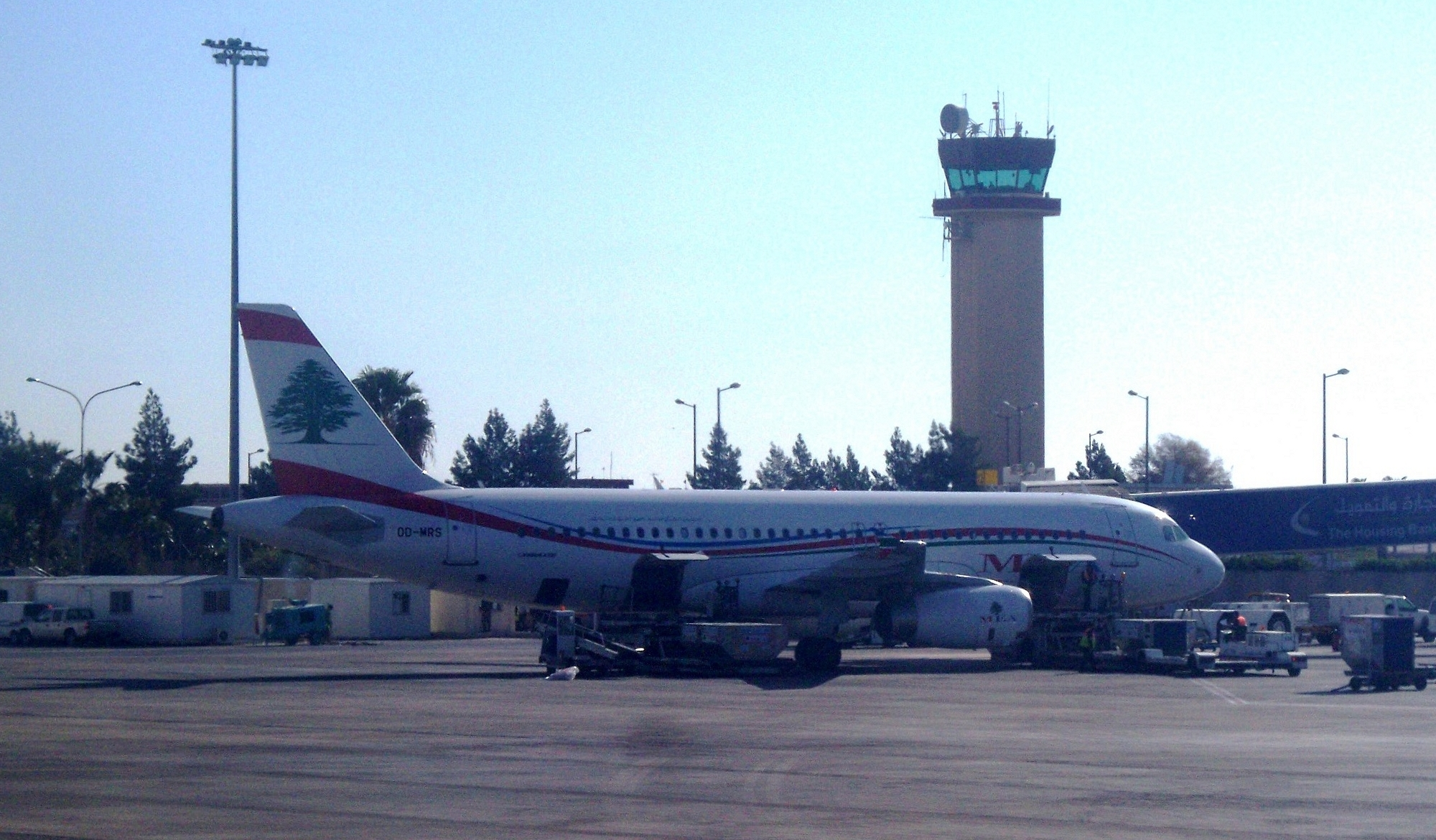
طائرة تابعة لطيران الشرق الأوسط في مدرج المطار، وخلفها برج المراقبة (2009).

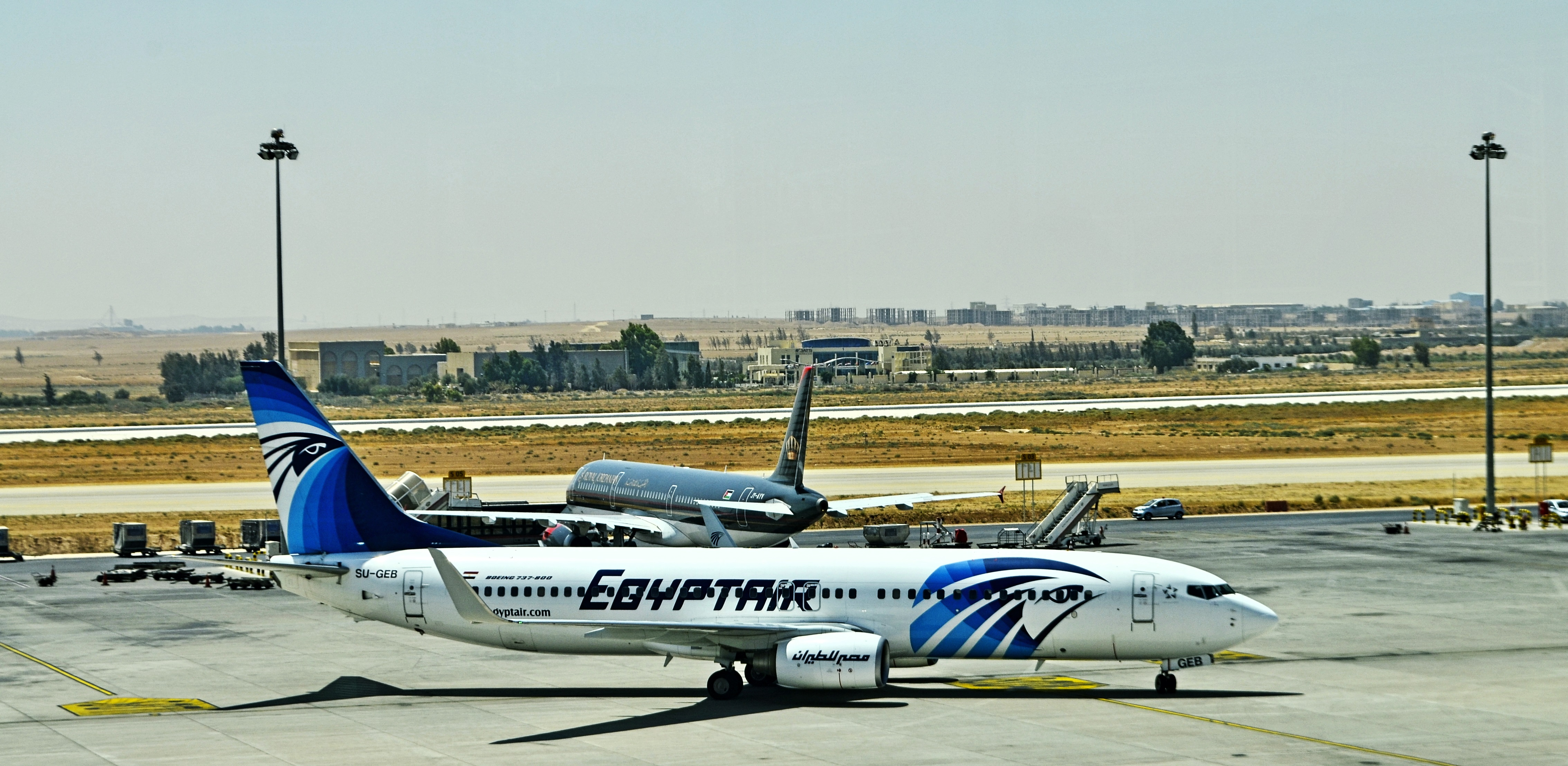
طائرة تابعة لشركة مصر للطيران بالمطار.

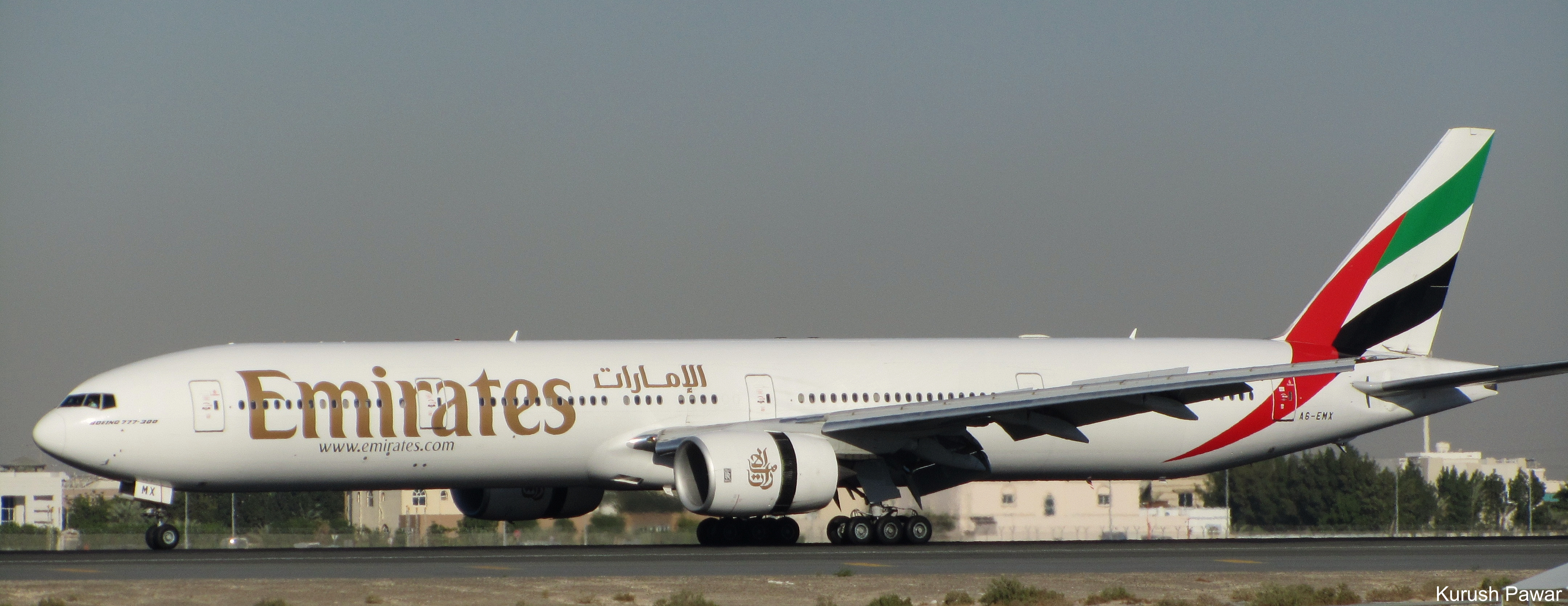
طائرة تابعة لطيران الإمارات في المطار.

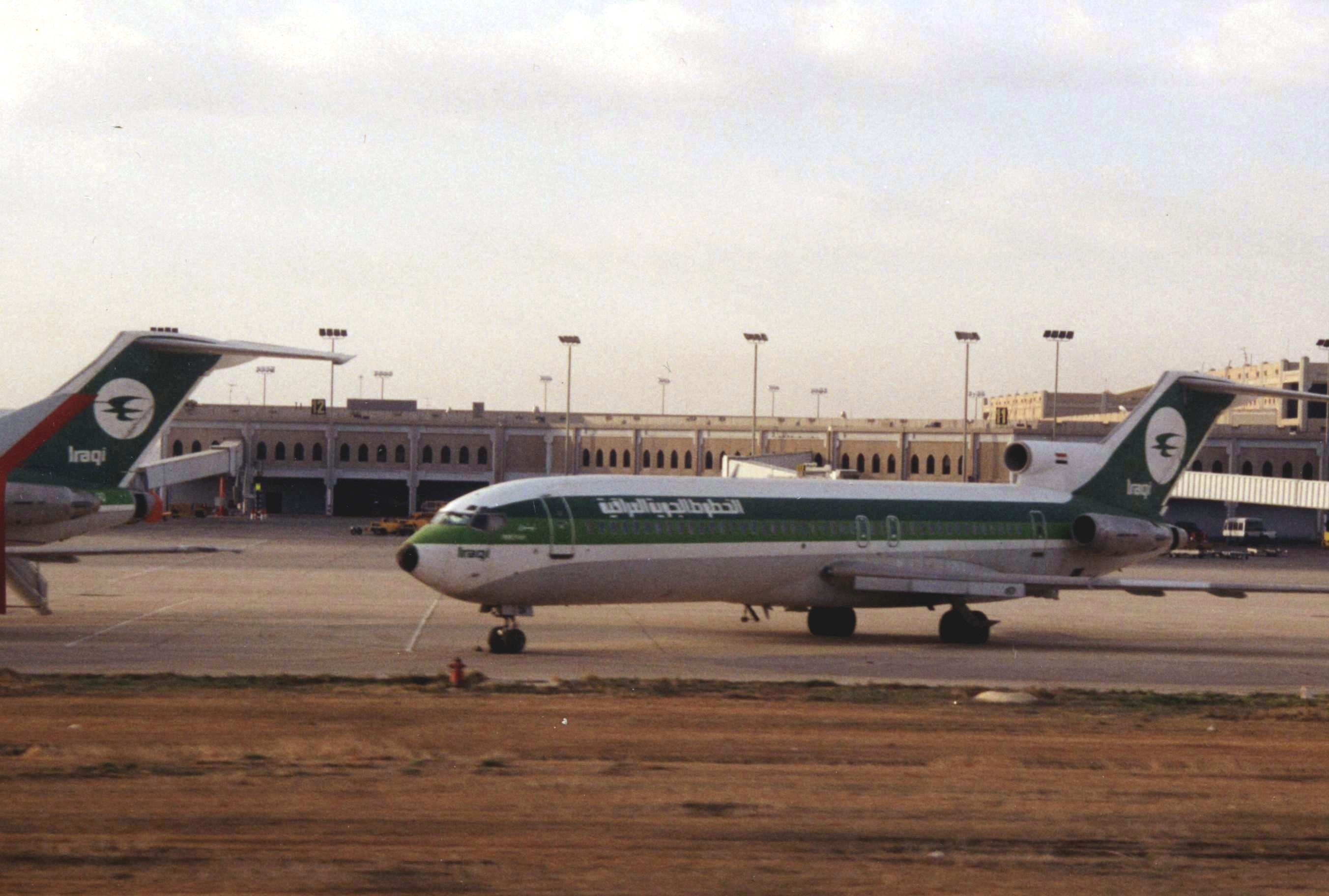
طائرتان تابعتان للخطوط الجوية العراقية متوقفة في المطار عام 1999.

يستخدم مطار الملكة علياء الدولي 44 شركة طيران عامة وخاصة، أهمها:
- الملكية الأردنية (أبوظبي، عدن، أكرا، العين، الإسكندرية، الجزائر، أمستردام، العقبة، أثينا، بغداد، بانكوك، برشلونة، البصرة، بيروت، بنغازي، برلين (مشترك مع خطوط برلين)، القاهرة، شيكاغو-أوهير (مشترك مع الخطوط الجوية الأمريكية)، كولومبو، الدمام، دلهي، ديترويت (مشترك مع الخطوط الجوية الأمريكية)، الدوحة، دبي، أربيل، فرانكفورت، جنيف، هونغ كونغ، إسطنبول، جدة، الخرطوم، كييف، كوالالمبور، الكويت، لاغوس، لارنكا، لندن، المدينة المنورة، مدريد، ميلانو، مصراتة، مونتريال (مشترك مع الخطوط الجوية الأمريكية)، موسكو، الموصل، مومباي، ميونخ (مشترك مع خطوط برلين وخطوط فلاي نيكي)، نيويورك (مشترك مع الخطوط الجوية الأمريكية)، باريس، الرياض، روما، صنعاء، شرم الشيخ، السليمانية، طرابلس، تونس، فيينا، زيوريخ).
- طيران الإمارات (دبي)
- مصر للطيران (القاهرة)
- مصر للطيران إكسبريس (الأقصر، شرم الشيخ)
- الخطوط الجوية الليبية (طرابلس، البيضاء، مصراتة)
- الخطوط الجوية الأفريقية (طرابلس، البيضاء)
- الخطوط الجوية الجزائرية (الجزائر)
- العربية للطيران (الشارقة)
- العربية للطيران مصر (الإسكندرية)
- الخطوط الجوية الجزائرية (الجزائر)
- الخطوط الجوية الفرنسية (باريس)
- الخطوط الجوية العراقية (بغداد)
- الخطوط الجوية العربية السعودية (الرياض، جدة، الدمام، المدينة)
- الخطوط الجوية الملكية الهولندية (أمستردام)
- الطيران العُماني (مسقط)
- الخطوط الوطنية (الكويت)
- فلاي دبي (دبي)
- الخطوط الجوية البريطانية (لندن مطار هيثرو)
- الخطوط الجوية الإيطالية - أليتاليا (روما - مطار ليوناردو دا فينشي)
- الخطوط الجوية التركية - إسطنبول
- العربية للطيران - (مصر (الإسكندرية)
- الخطوط الجوية الألمانية - (لوفتهانزا - فرانكفورت)
- طيران الشرق الأوسط - بيروت
- طيران ناس - (جدة، المدينة المنورة، الموصل، الرياض، السليمانية)
- طيران نيوس - (بولونيا، ميلانو)
- طيران البتراء - (أنطاليا، دالامان، الغردقة، جدة، شرم الشيخ، صبيحة جوكجن)
- الخطوط الجوية القطرية - الدوحة
- الصقر الملكي - أبو ظبي، النجف، القاهرة، جدة، الموصل
- الخطوط الجوية السورية - دمشق
- الخطوط الجوية السودانية - الخرطوم
- شركة الطيران الرومانية (تاروم - بوخارست مشترك مع الملكية الأردنية)
- شركة الطيران الروسية ترانسيرو - موسكو
- الخطوط المتوسطية الأوكرانية - كييف
- الخطوط الجوية اليمنية (عدن، بيروت، الحُديدة، صنعاء)
- طيران الجزيرة - الكويت
- طيران الخليج - (البحرين مشترك مع الملكية الأردنية)
- الاتحاد للطيران - أبو ظبي
- إيزي جت (كراولي - ساري)
- شركة الناصر للطيران - النجف
- الخطوط الجوية الإسرائيلية «أركيا» - تل أبيب
- الخطوط الجوية النمساوية - فيينا

### الشحن الجوي

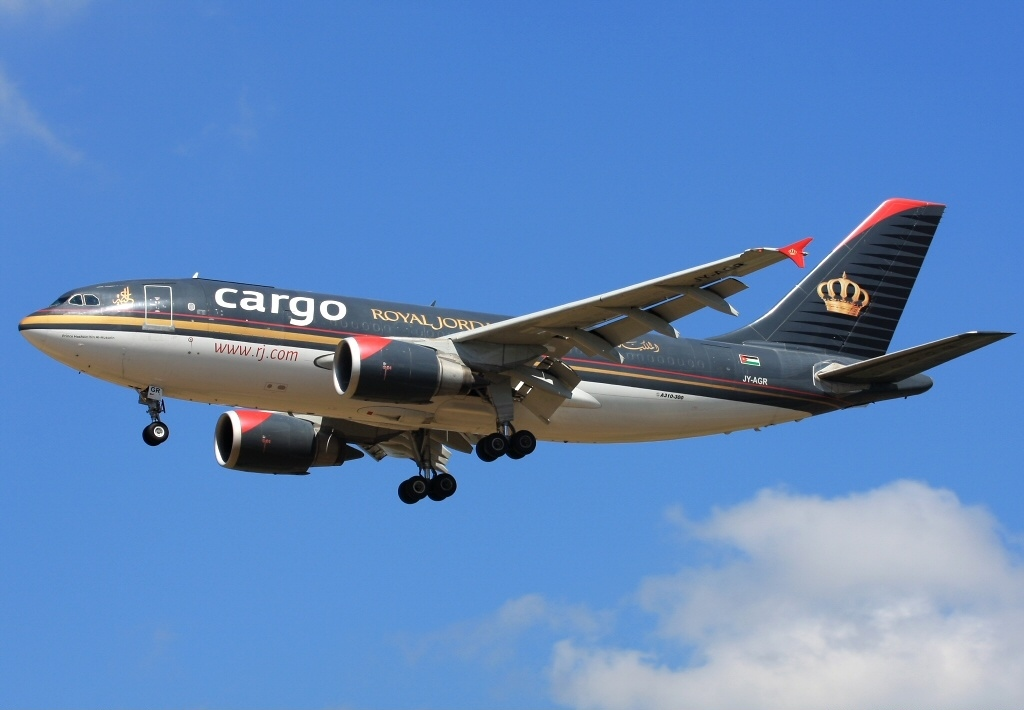
طائرة شحن جوي تابعة للملكية الأردنية.

يستخدم مطار الملكة علياء الدولي 11 شركة شحن جوي، من أهمها الشركات التالية:
| الشركة                | الوجهة                                                      |
| --------------------- | ----------------------------------------------------------- |
| كارغولوكس             | باكو، لوكسمبورغ                                             |
| الخطوط الجوية القطرية | الدوحة                                                      |
| الملكية الأردنية      | العقبة، بيروت، بروكسل، إسطنبول، لندن، آخن، نيويورك، تل أبيب |
| الخطوط السعودية       | الرياض                                                      |
| الخطوط الجوية التركية | بيروت، إسطنبول                                              |

شركات طيران تستخدم المطار كمركز:
- الأجنحة الملكية
- الأردنية للطيران
- الملكية الأردنية
- الصقر الملكي للطيران
- خطوط بترا الجوية

يستخدم المطار الدولي ثلاث شركات طيران خاصة وهي:
- شركة آيبرورلد العالمية
- الشركة الأردنية للطيران
- الأجنحة الملكية

## جوائز
حصل مطار الملكة علياء الدولي بعد إعادة تأهيله على عدة جوائز عالمية، وتقدم تصنيفه العالمي خلال فترة قصيرة، حيث قفز المطار إلى المركز 44 ضمن أفضل مطارات العالم لعام 2013 مقارنة بالمركز 186 في عام 2012. ففي حزيران/ يونيو 2013، حاز مطار الملكة علياء الدولي الحاصل على شهادة الأيزو (ISO)، على شهادة الاعتماد العالمية في إدارة الانبعاثات الكربونية للمطارات، فيما يعتبر الإنجاز الأول من نوعه في تاريخه، حيث يعد ثاني مطار في منطقة الشرق الأوسط يحصل على هذه الشهادة.
واجتاز المطار المستوى الأول من هذه الشهادة والمتعلق بالالتزام بتحديد مصادر انبعاثات غاز ثاني أكسيد الكربون وغيره من الغازات الدفيئة، وتوظيف جهة ثالثة للتحقق من البصمة الكربونية السنوية للمطار.
كما حصل مطار الملكة علياء الدولي في نفس العام على المركز الأول (الذهبي) كأفضل مشروع ناشئ للبنى التحتية في أوروبا وآسيا الوسطى ومنطقة الشرق الأوسط وشمال أفريقيا، وذلك ضمن مسابقة الشراكات الناشئة. وبهذا يعتبر مطار الملكة علياء الدولي ضمن قائمة أفضل 40 مشروعًا من مشاريع الشراكة بين القطاعين العام والخاص في العالم.
من جهة أخرى، أعلن مجلس المطارات الدولي في عاميّ 2013 و 2014 على التوالي عن حصول مطار الملكة علياء الدولي على جائزتي في استطلاع جودة خدمات المطارات، ليصبح بذلك ضمن قائمة أفضل المطارات في العالم فيما يتعلّق برضا المسافرين وجودة الخدمات، حيث تمثّل جوائز استطلاع جودة خدمات المطارات السنوية أعلى درجات التكريم لمشغلي المطارات، كما تحتفي بالتزام المطارات حول العالم بالسعي نحو تحسين تجربة المسافرين. كما حقق المطار عام 2014 المرتبة الأولى كأفضل مطار في منطقة الشرق الأوسط فيما يُتعبر أفضل إنجاز في تاريخه.
بحسب استطلاع «جودة خدمات المطارات»، وهو مؤشر عالمي لقياس مدى رضا المسافرين، سجّل مطار الملكة علياء الدولي خلال الربع الأول من عام 2014 تحسناً ملحوظاً في الفئات الثماني عشرة المتعلقة بجودة الخدمات والمرافق في المطار، حيث أحزر أعلى النقاط في فئات الرضا الإجمالي، وتوفر عربات نقل الأمتعة، ومدى كفاءة موظفي نقاط تسجيل الدخول، والشعور بالأمن والسلامة، بالإضافة إلى سرعة خدمات إيصال الأمتعة. وقد أحرز مطار الملكة علياء الدولي المركز 38 ضمن 200 مطار في العالم، حيث سجّل 4.42 نقطة من أصل 5.0 في نسبة الرضا الإجمالية، فيما يعد تحسناً ملموساً مقارنة مع الربع الأخير من العام الماضي حيث كان قد سجّل 4.23 نقطة. أما فيما يتعلق بسرعة إيصال الأمتعة، فقد تمكّن مطار الملكة علياء الدولي من إحراز 4.13 نقطة، مقارنة مع 3.99 نقطة في الربع الأخير من العام الماضي. كما وحصل مطار الملكة علياء الدولي على المركز الأول عن فئة أفضل تقدم متحقق في الشرق الأوسط، وعلى المركز الخامس عن فئة أفضل مطار في المنطقة. أما حاليًا، فيحتل المطار المرتبة 30 عالميًا. وقد أحرز المطار عام 2016 المركز الأول إقليميًا والثالث عالميًا عن فئة المطارات التي تخدم 5 إلى 15 مليون مسافر.

## إحصاءات

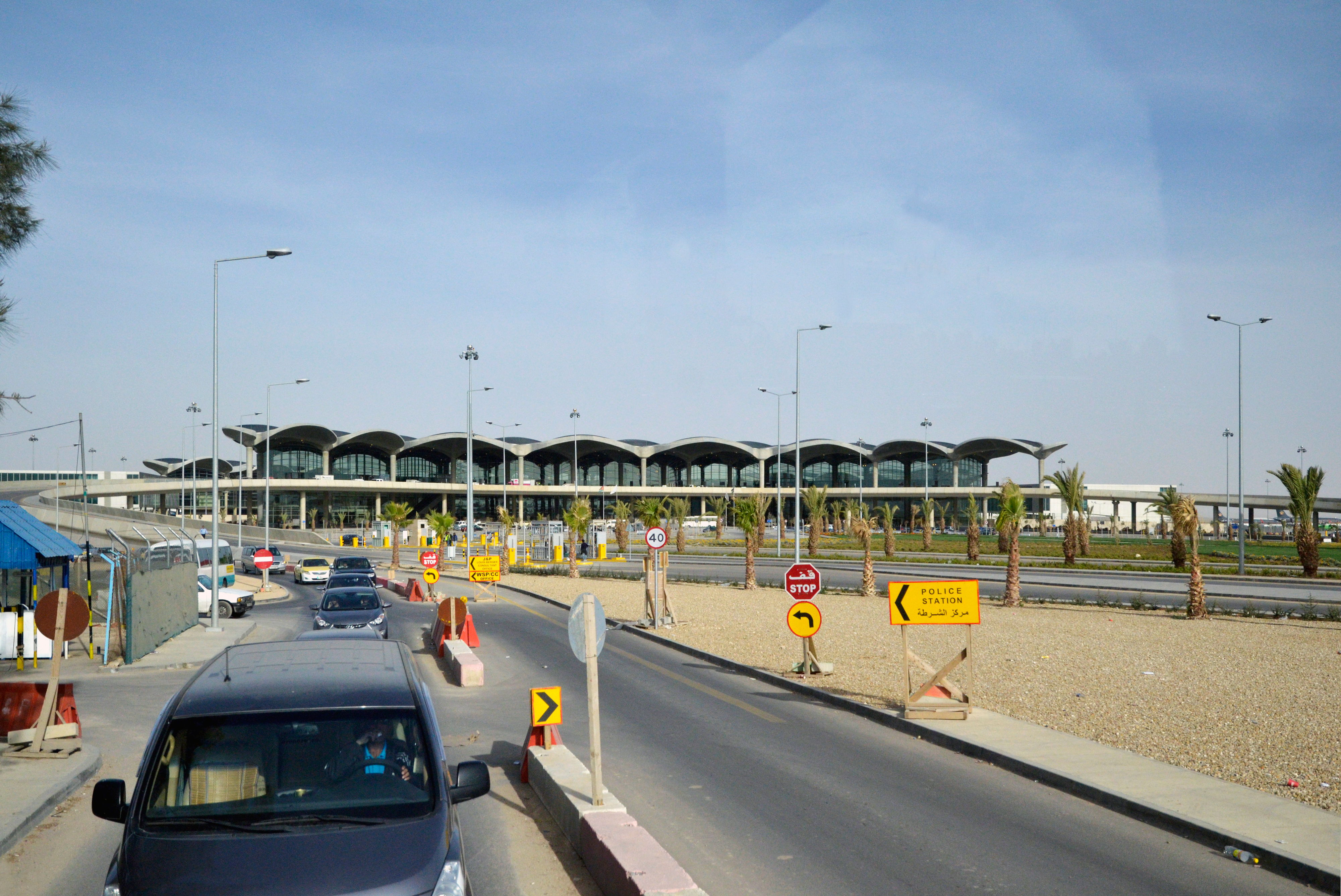
مخرج من المطار.

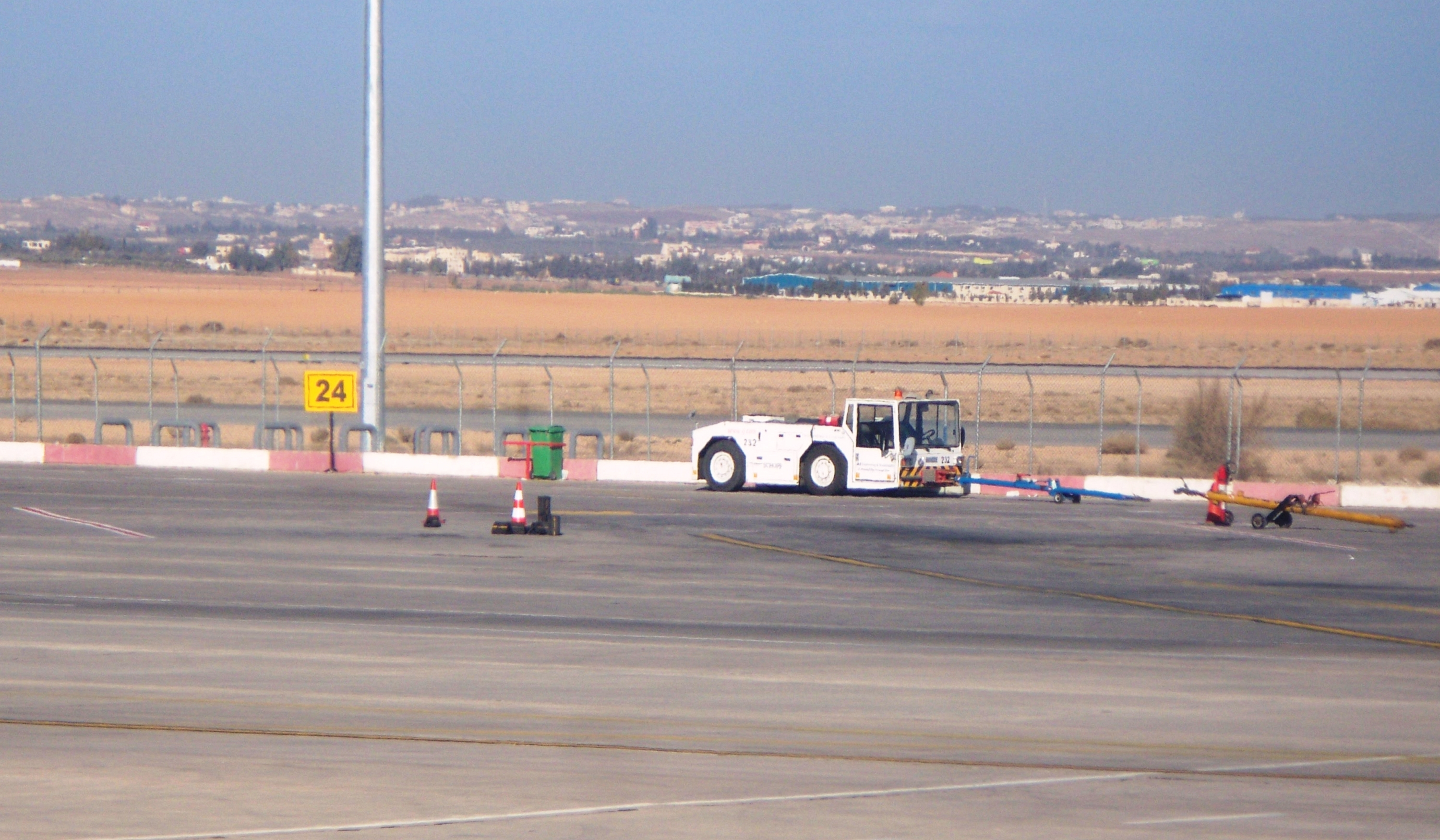
جرار سحب الطائرات في المطار.

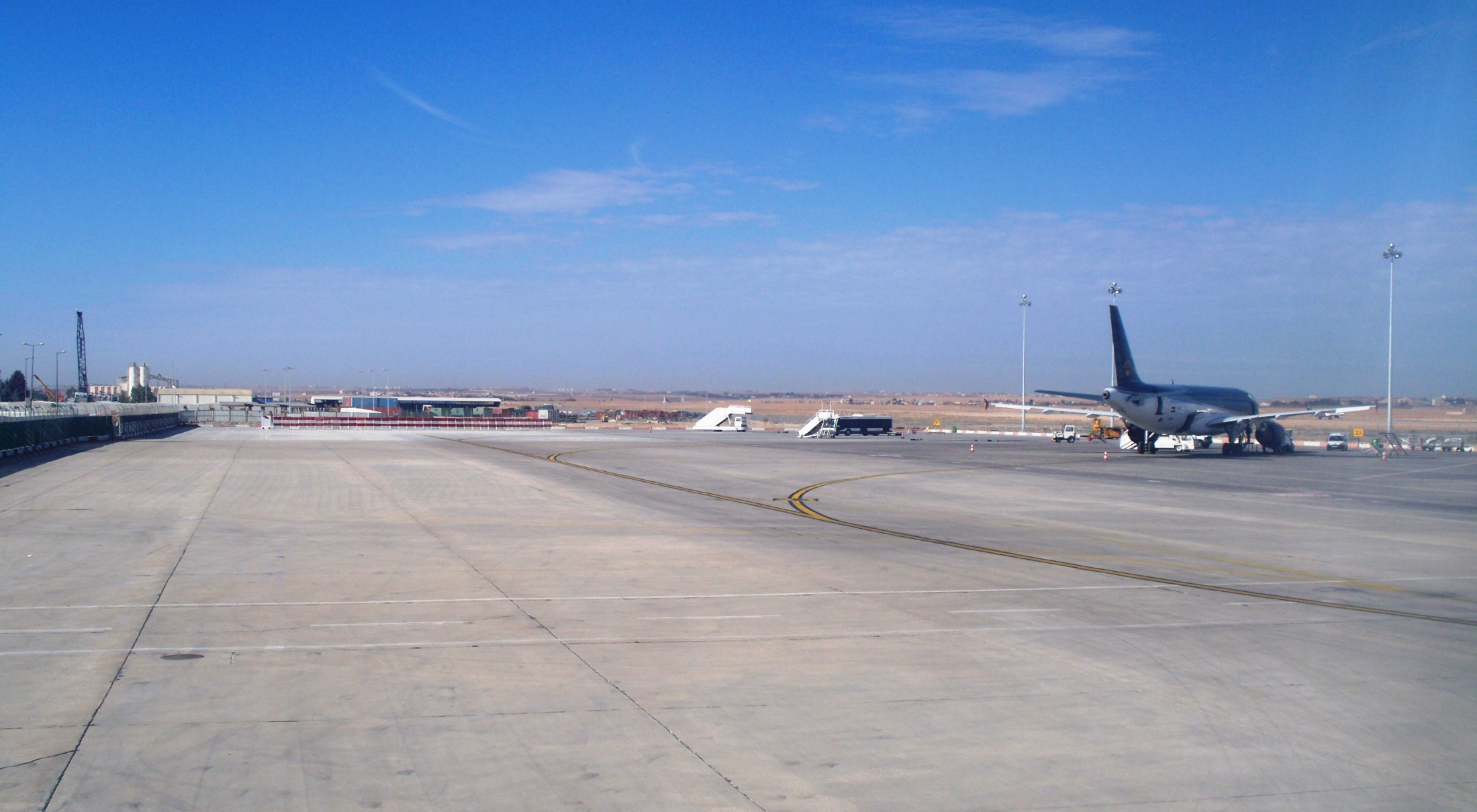
مدرج المطار.

أعلنت مجموعة المطار الدولي في شهر شباط/ فبراير 2014، عن مواصلة مطار الملكة علياء الدولي تحقيق نتائج إيجابية في أعداد المسافرين وحركة الطائرات خلال هذه الفترة. وقد أظهرت نتائج شهر شباط 2014 نموًا ملموسًا في أعداد المسافرين بنسبة 19.3% لتصل إلى 534,122 مسافرًا مقارنة مع 447,594 مسافرًا في نفس الشهر عام 2013، في حين حققت نتائج أعداد المسافرين السنوية زيادة واضحة بنسبة 17.3% لتصل أعداد المسافرين السنوية إلى 1,082,681 مسافرًا مقارنة مع 922,663 مسافرًا خلال شهر شباط 2013.
يظهر الجدول الآتي أعداد المسافرين خلال العقد الماضي:
| السنة | العدد الإجمالي للمسافرين | النمو  |
| ----- | ------------------------ | ------ |
| 2002  | 2,334,779                |        |
| 2003  | 2,358,475                | 1.00%  |
| 2004  | 2,988,174                | 21.07% |
| 2005  | 3,301,510                | 9.49%  |
| 2006  | 3,506,070                | 5.83%  |
| 2007  | 3,861,126                | 9.20%  |
| 2008  | 4,477,811                | 13.77% |
| 2009  | 4,770,769                | 6.14%  |
| 2010  | 5,422,301                | 12.02% |
| 2011  | 5,467,726                | 0.83%  |
| 2012  | 6,250,048                | 12.52% |

فيما يظهر الجدول التالي حركة الطائرات بين عامي 2007 وحتى 2012:
| العام | إجمالي حركة الطائرات |
| ----- | -------------------- |
| 2007  | 44,672               |
| 2008  | 51,314               |
| 2009  | 57,726               |
| 2010  | 62,863               |
| 2011  | 63,426               |
| 2012  | 51,165               |

## وصلات خارجية
- موقع مطار الملكة علياء الدولي
- أوقات الرحلات المغادرة من مطار الملكة علياء الدولي
- أوقات الرحلات القادمة إلى مطار الملكة علياء الدولي
- فيديو افتتاح مبنى المسافرين الجديد
- حس الفكاهة لدى موظفيّ المطار
- فيديو عن مبنى المسافرين القديم قبل هدمه
- تصميم ثلاثي الأبعاد لمبنى المسافرين الجديد
- تقرير عن برج المراقبة الجوية في المطار